# Thân vương quốc Theodoro
Thân vương quốc Theodoro hay Công quốc Theodoro (tiếng Hy Lạp: Αὐθεντία πόλεως Θεοδωροῦς καὶ παραθαλασσίας), còn gọi là Gothia (tiếng Hy Lạp: Γοτθία) hay Thân vương quốc Theodoro-Mangup, là một thân vương quốc Hy Lạp tại phần phía nam của Krym, cụ thể là tại vùng chân đồi của dãy núi Krym. Đây là một trong các quốc gia tàn tồn cuối cùng của Đế quốc Đông La Mã, và là tàn tích lãnh thổ cuối cùng của người Goth Krym cho đến khi bị Đế quốc Ottoman chinh phục vào năm 1475. Thủ đô là Doros, đôi khi gọi là Theodoro và nay gọi là Mangup. Nhà nước này là đồng minh mật thiết với Đế quốc Trebizond.

## Lịch sử
Vào cuối thế kỷ 12, bán đảo Krym ly khai khỏi Đế quốc Byzantine (Đông La Mã), nhưng ngay sau khi Constantinople bị cướp phá vào năm 1204 thì một phần của Krym thuộc về lãnh thổ hải ngoại của Trapezuntine. Lãnh thổ phụ thuộc này chưa từng quá hùng mạnh và cuối cùng bị người Mông Cổ  thay thế, vào năm 1238 thế lực này tràn vào bán đảo, chiếm giữ phần phía đông và áp đặt quan hệ cống nạp với nửa phía tây, bao gồm Gothia. Ngoài quan hệ triều cống đó thì ảnh hưởng của họ bị hạn chế, để cho người bản địa xử lý các sự vụ hành chính.
Thân vương quốc Gothia được đề cập lần đầu vào đầu thế kỷ 14, niên đại sớm nhất là từ sử gia hậu Byzantine Theodore Spandounes, ông ghi nhận sự hiện diện của một "Thân vương Gothia" trong thời kỳ trị vì của Andronikos III Palaiologos (1328–1341). Các tham chiếu xuất hiện trong suốt thế kỷ 14, với một số học giả xác định "Dmitry", một trong ba thân vương Tatar trong Trận Nước Xanh (khoảng 1362/1363), là một thân vương Gothia. Trong trường hợp này, tên gọi có thể là tên rửa tội của một lãnh chúa Tatar của Mangup, tên là Khuitani. Tên gọi "Theodoro" (trong dạng sai lệch là Θεοδωραω) xuất hiện lần đầu trong một câu viết Hy Lạp cũng có niên đại khoảng năm 1361/1362, và sau đó với dạng "Theodoro Mangop" trong một văn bản Genova vào năm 1374. A. Mercati đề xuất rằng dạng này là một sự sai lệch của từ số nhiều tiếng Hy Lạp Theodoroi, nghĩa là các thánh Theodore Stratelates và Theodore Tiro, nhưng N. Bănescu đề xuất cách giải thích thay thế rằng đó là kết quả từ tên tiếng Hy Lạp τὸ Δόρος (to Doros) hoặc τὸ Δόρυ (to Dory), theo tên gọi sơ kỳ Trung Cổ của khu vực. Dù có nguồn gốc là gì, đến thập niên 1420 tước hiệu chính thức của thân vương đọc là "Lãnh chúa thành phố Theodoro và vùng Hàng hải" (αὐθέντης πόλεως Θεοδωροῦς καὶ παραθαλασσίας), trong khi cư dân gọi thông tục là Θεοδωρίτσι (Theodoritsi, 'tiểu Theodoro').
Năn 1395, quân phiệt Tamerlane xâm chiếm bán đảo Krym, phá hủy một số đô thị bao gồm thủ đô Theodoro của Gothia. Sau khi ông mất vào năm 1404, Gothia phát triển thành một trong các thế lực quan trọng nhất của biển Đen, được lợi từ một giai đoạn Genova bất ổn và bỏ bê các thuộc địa ven biển Đen của họ, trong khi Hãn quốc Krym lại nổi lên. Năm 1432, Gothia về phe với Venezia chống lại Genova vì hứa hẹn cho Gothia tiếp cận biển.

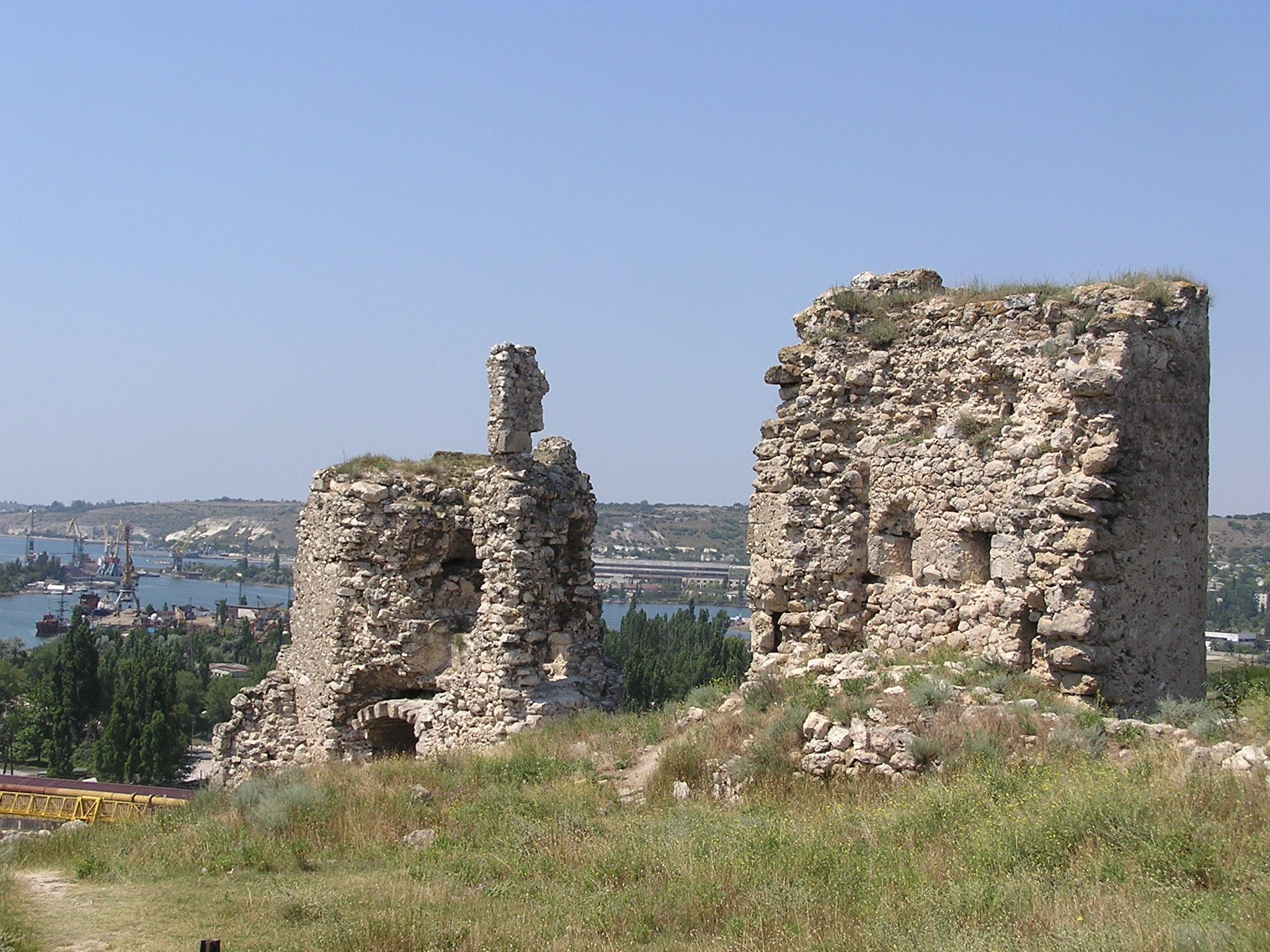
Thành trì Kalamita

Thân vương quốc có quan hệ hòa bình với Hãn quốc Kim Trướng ở phía bắc, dâng cống nạp hàng năm trong thân phận chư hầu, nhưng liên tiếp xung đột với các thuộc địa Gazaria của Genova ở phía nam để giành quyền tiếp cận bờ biển và tuyến mậu dịch  qua các bến cảng của Krym. Một dải hẹp đất ven biển từ Yamboli (Balaklava) ở phía tây đến Allston (Alushta) ở phía đông ban đầu là một phần của thân vương quốc nhưng nhanh chóng rơi vào tay Genova. Người Hy Lạp địa phương gọi khu vực này là Parathalassia (tiếng Hy Lạp: Παραθαλασσια, "bờ biển"), trong khi dưới quyền cai trị của Genova thì được gọi là Lãnh địa thuyền trưởng Gothia. Sau khi để mất các cảng trên bờ biển phía nam, người Theodoro xây dựng một cảng mới gọi là Avlita ở cửa sông Chernaya và cho xây thành trì Kalamata (nay là Inkerman) để củng cố phòng thủ nơi này.

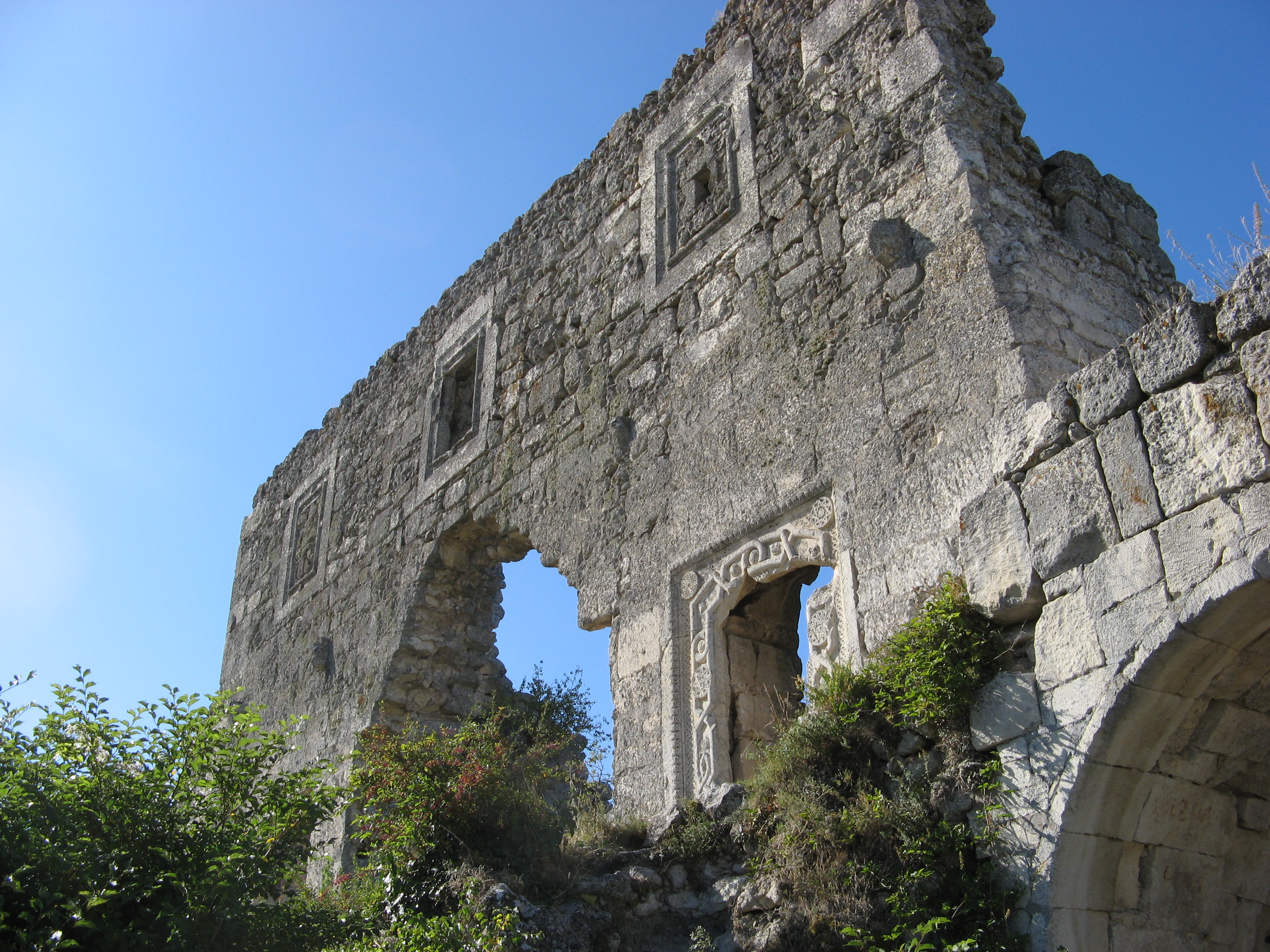
Vọng lâu của thành trì Mangup

Trong năm 1474, người dân Caffa dường như đang bên bờ nổi dậy; các tài liệu chính thức từ năm này mô tả thiệt hại gây ra cho các địa chủ và nông dân Goth hoặc việc đốt cháy các tòa nhà ở các khu biên giới Alushta và Cembalo. Thân vương vào thời điểm đó là Isaac (các tài liệu của Ý viết rằng ông là Saichus hoặc Saicus và Isaiko của Nga), đã trình một lời phàn nàn chính thức tới người Genova vì lo sợ một cuộc chiến với Caffa. Ngày 6 tháng 6 năm 1475, tư lệnh người Albania của Ottoman là Gedik Ahmet Pasha chinh phục Caffa sau năm ngày bao vây.
Cuộc bao vây Mangup bắt đầu vào tháng 9, thân vương có ba trăm người Wallachia để phòng thủ. Theo Vasiliev, thành phố đã phải hứng chịu 5 cuộc tấn công lớn trong cuộc bao vây; cuối cùng, nguồn cung cấp lương thực của Theodoro bị phong tỏa và người dân bắt đầu chống chọi với nạn đói. Vào cuối tháng 12 năm 1475, Mangup đầu hàng Ottoman với điều kiện thân vương, người dân và tài sản của họ sẽ được tha.  Phần lớn phần còn lại của Krym vẫn là một phần của Hãn quốc Krym (nay là một chư hầu của Ottoman), các vùng đất trước đây của Theodoro và miền nam Krym được quản lý trực tiếp bởi Sublime Porte. Theo nhà sử học Ottoman Ashik Pasha-Zade, sau khi Mangup đầu hàng, người Ottoman đối xử với nơi này giống như với Caffa. Người Ottoman bắt các thủ lĩnh của thành phố và đưa họ đến Constantinople, tại đó họ bị hành quyết. Của cải của họ được trao cho Sultan, trong khi vợ và con gái của họ trở thành tặng phẩm cho các quan chức của Sultan. Sau khi thành phố đầu hàng, một trong những nhà thờ Thiên Chúa giáo được chuyển đổi thành một thánh đường Hồi giáo. Theo một biên niên sử Ottoman, "ngôi nhà của những kẻ ngoại đạo đã trở thành ngôi nhà của đạo Hồi."
Khi Mangup thất thủ, Thân vương quốc Theodoro không còn tồn tại và kéo theo đó là tàn dư lãnh thổ cuối cùng của Đế quốc La Mã, sau 2.228 năm nền văn minh La Mã kể từ mốc thành lập thần thoại của La Mã vào năm 753 TCN.

## Thân vương Theodoro

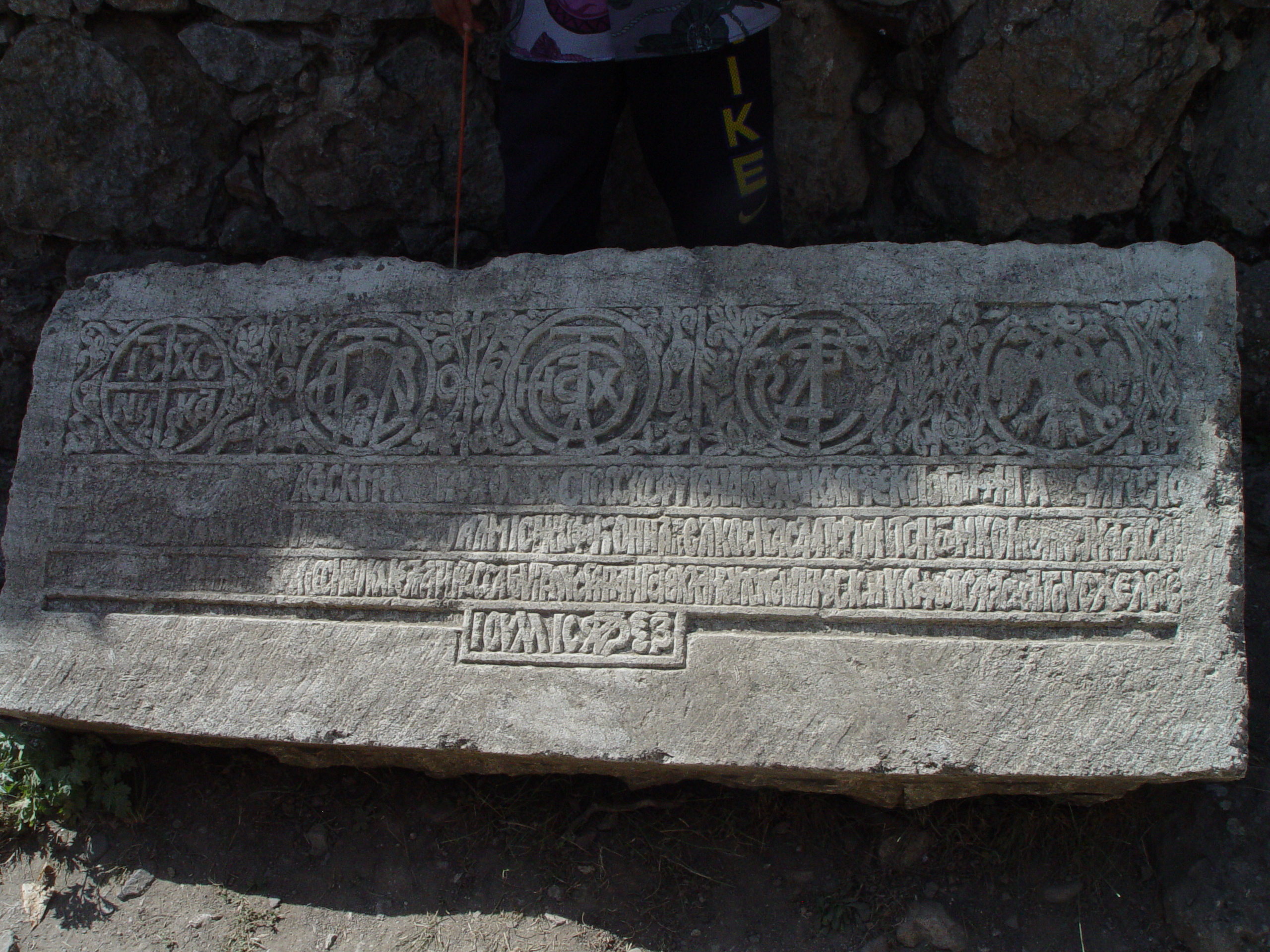
Bản khắc đá của Thân vương quốc tại thành trì Funa

Nhà sử học Alexander Vasiliev xác định thân vương đầu tiên là Demetrios, được chứng thực tại Trận Nước Xanh vào khoảng 1362/3. Theo Vasiliev, người này có thể được đồng nhất với hekatontarches Khuitani, người đã dựng bia đá đề cập đến cái tên "Theodoro" trên các bức tường của Mangup vào cùng thời điểm.

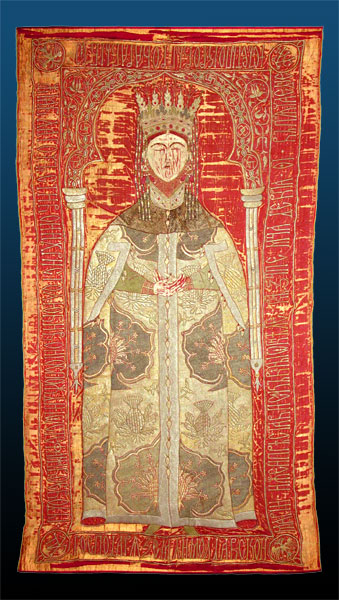
Vải liệm của Maria, em gái Thân vương Isaac

Các thân vương kế tiếp Demetrios chỉ được biết đến qua các nguồn tin của Nga. Một nhánh của triều đại Hy Lạp Gabras là những người cai trị Theodoro, và thường được các học giả xác định chính là gia đình được biết đến trong các nguồn tiếng Nga là "Khovra". Thân vương Stephen ("Stepan Vasilyevich Khovra"), di cư đến Moskva vào năm 1391 hoặc 1402 cùng với con trai của ông là Gregory. Tên đệm của ông ám chỉ sự tồn tại của một người cha tên là Basil, người có thể là thân vương trước ông ta (và có thể là con trai của Demetrios). Stephen và Gregory trở thành tu sĩ, và Gregory sau đó thành lập Tu viện Simonov ở Moskva. Các gia đình quý tộc Nga là Khovrin và Golovin tuyên bố có nguồn gốc từ họ. Tại Gothia, người kế vị Stephen là một người con trai khác là Alexios I, người này cai trị cho đến khi qua đời vào năm 1444–45 hoặc 1447. Người thừa kế của Alexios là con trai cả Ioannes, người đã kết hôn với Maria Asanina, một phụ nữ có liên hệ với triều đại hoàng gia Byzantine Palaiologoi và các dòng quý tộc Asanes và Tzamplakon. Cặp đôi có một con trai cũng tên là Alexios, chết trẻ khoảng năm 1446/7, có lẽ là tại Trebizond. Văn bia của ông, có tiêu đề "Đến con trai của thân vương" (τῷ Αὐθεντοπούλῳ), được viết bởi John Eugenikos và cung cấp dữ liệu phả hệ độc đáo về gia tộc.
Triều đại của Ioannes dường như rất ngắn, hoặc có thể ông ấy thực sự không trị vì chút nào – A. Vasiliev suy đoán rằng ông rời Gothia đến Trebizond ngay sau khi Alexios I qua đời  – vì vậy một người con khác của Alexios I là Olubei kế vị vào khoảng 1447 và cai trị cho đến khoảng 1458. Con gái của Alexios I là Maria của Gothia trở thành vợ đầu tiên của hoàng đế Trapezuntine cuối cùng là David.

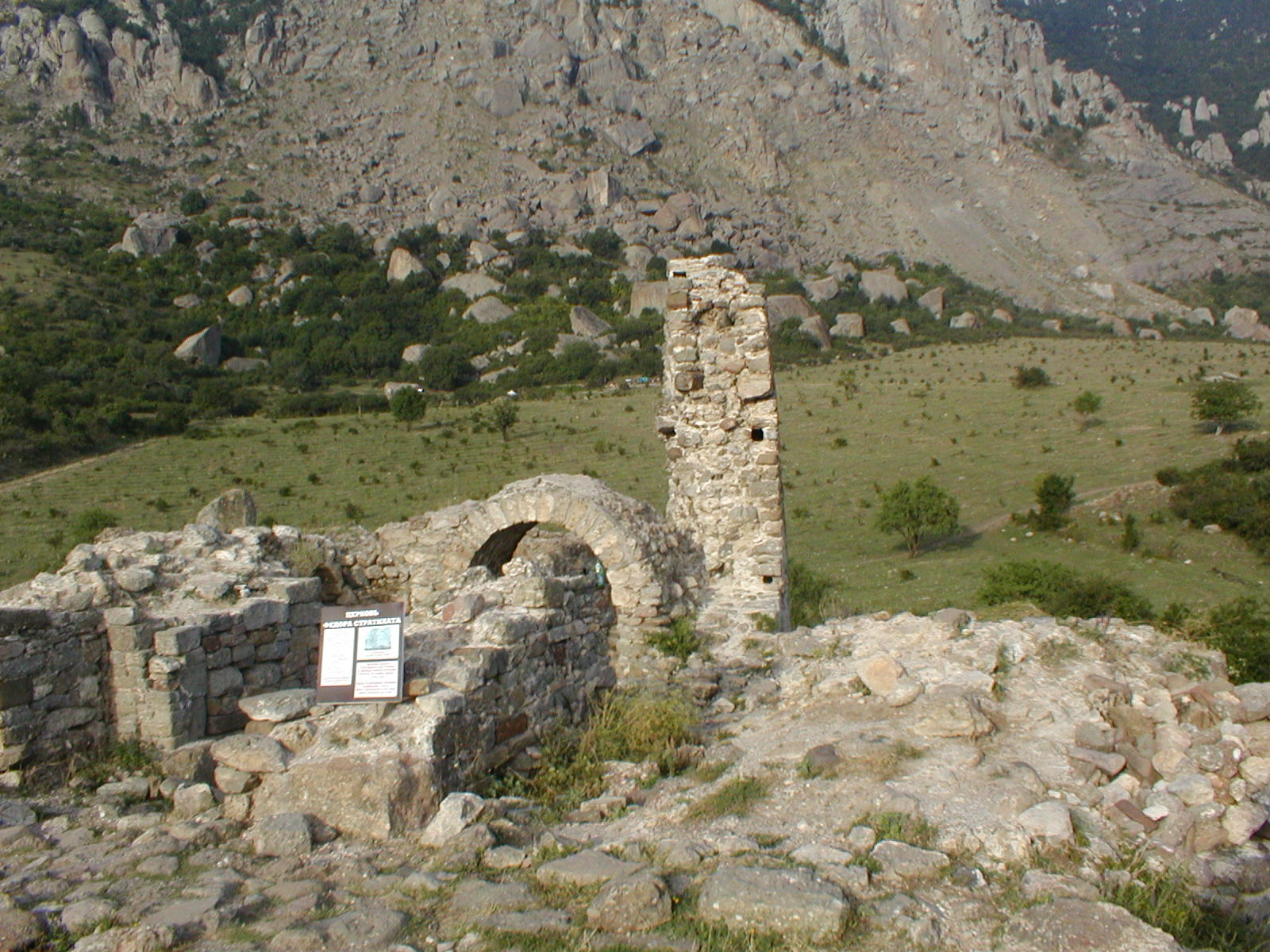
Thành trì Funa

Olubei không còn được nhắc đến sau khoảng 1458, và không có thân vương nào được biết tên trong một thời gian; Các tài liệu của người Genova chỉ đề cập đến "lãnh chúa của Theodoro và những người anh em của ông ta" (dominus Tedori et fratres ejus). Năm 1465, Thân vương Isaac được nhắc đến, có lẽ là con trai của Olubei và do đó có thể đã trị vì từ khoảng năm 1458. Trước nguy cơ từ Ottoman ngày càng gia tăng, ông đã tiến hành hàn gắn quan hệ hữu nghị với người Genova tại Caffa, và gả em gái của mình là Maria Asanina Palaiologina cho người cai trị Moldavia là Stephen Vĩ đại. Tuy nhiên, lập trường ngày càng ủng hộ Ottoman của ông trong những năm sau đó đã dẫn đến việc ông bị anh trai là Alexander lật đổ vào năm 1475, với hậu thuẫn từ Stephen Vĩ đại. Điều này đến quá muộn để cứu được Theodoro: vào tháng 12 năm 1475, sau khi chinh phục các thành trì khác của Cơ đốc giáo dọc theo bờ biển Krym, quân Ottoman đã chiếm được thành phố sau cuộc bao vây kéo dài ba tháng. Alexander và gia đình bị bắt đến Constantinople, nơi thân vương bị chặt đầu. Con trai của ông bị buộc phải cải sang đạo Hồi, còn vợ và các con gái của ông trở thành một phần trong hậu cung của Sultan.

## Văn hóa

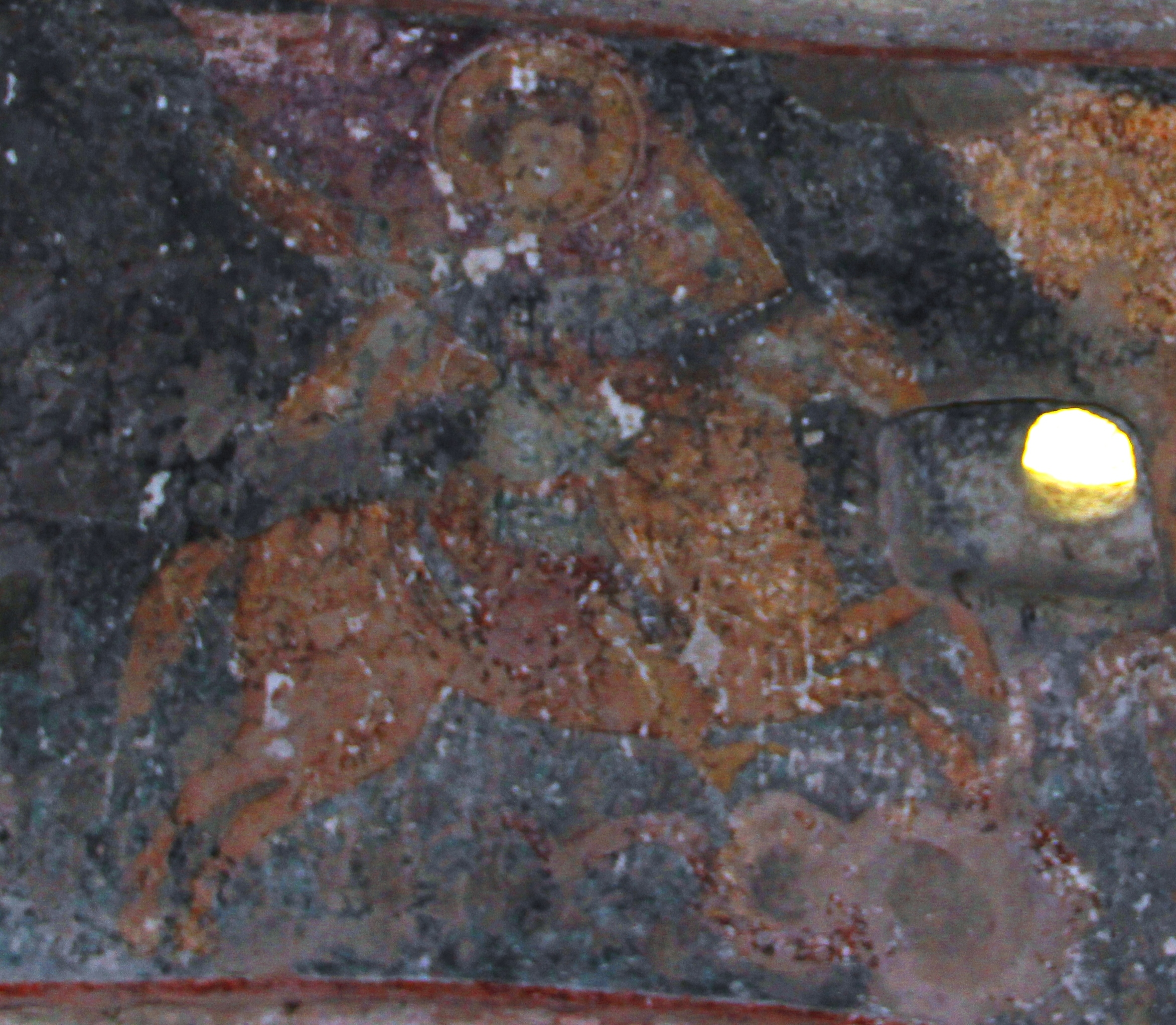
Tranh tường từ Eski Kermen thể hiện Thánh George giết rồng (thế kỷ 13–14)

Cư dân của Gothia là sự pha trộn của người Hy Lạp, người Goth Krym, người Alan, người Circassia, người Bulgar, người Cuman, người Kipchak và các dân tộc khác, hầu hết trong số họ là tín đồ Cơ đốc giáo Chính thống và bị Hy Lạp hóa. Ngôn ngữ chính thức của thân vương quốc là tiếng Hy Lạp.
Nhiều ảnh hưởng văn hóa khác nhau ghi dấu ấn tại Gothia: kiến trúc và các bức tranh tường Cơ đốc giáo về cơ bản là từ Byzantine, mặc dù một số thành trì của nó cũng thể hiện đặc điểm địa phương cũng như từ Genova. Các phiến đá cẩm thạch có khắc chữ được tìm thấy trong vùng được trang trí bằng sự pha trộn giữa các yếu tố trang trí của Byzantine, Ý và Tatar.
Năm 1901, một bản khắc Hy Lạp được phát hiện tại thành phố Mangup. Bản khắc cho thấy vào năm 1503, gần ba mươi năm sau cuộc chinh phục của Thổ Nhĩ Kỳ, cư dân Mangup vẫn nói tiếng Hy Lạp. Thành phố nằm dưới quyền lực của một thống đốc Thổ Nhĩ Kỳ. Những năm tiếp theo, nhiều bản khắc bằng tiếng Hy Lạp, có niên đại trước cuộc chinh phạt của Ottoman đã được tìm thấy tại thành phố. Chữ khắc Hy Lạp cũng được tìm thấy tại thành phố Inkerman.
Những quả cân bằng đồng Βyzantine được khai quật tại Mangup cung cấp bằng chứng cho thấy cư dân tuân theo hệ thống cân nặng đế quốc.
Sau cuộc chinh phục của Thổ Nhĩ Kỳ vào năm 1475, người Thổ Nhĩ Kỳ đã bảo tồn tôn giáo và các thể chế tôn giáo của người Hy Lạp, cũng như tổ chức giáo hội Hy Lạp.